# L'Espinosa (Torallola)
L'Espinosa és una partida rural en part constituïda per camps de conreu de secà del terme municipal de Conca de Dalt, a l'antic terme de Toralla i Serradell, al Pallars Jussà, en territori que havia estat del poble de Torallola.
Està situada a llevant de Torallola, al sud de la Plana, a ponent de Somera i al nord de les Saülls. És el lloc on el barranc de Saülls fa un ample arc venint del sud-oest i marxant-ne cap al sud-est, passant pel nord de la partida.